# Maxwell (Iowa)
Maxwell és una població dels Estats Units a l'estat d'Iowa. Segons el cens del 2000 tenia 807 habitants.

## Demografia
Segons el cens del 2000, Maxwell tenia 807 habitants, 312 habitatges, i 228 famílies. La densitat de població era de 270,9 habitants/km².
Dels 312 habitatges en un 37,2% hi vivien nens de menys de 18 anys, en un 59,3% hi vivien parelles casades, en un 10,9% dones solteres, i en un 26,9% no eren unitats familiars. En el 24% dels habitatges hi vivien persones soles el 13,8% de les quals corresponia a persones de 65 anys o més que vivien soles. El nombre mitjà de persones vivint en cada habitatge era de 2,59 i el nombre mitjà de persones que vivien en cada família era de 3,09.
Per edats la població es repartia de la següent manera: un 29,2% tenia menys de 18 anys, un 6,1% entre 18 i 24, un 27,9% entre 25 i 44, un 21,1% de 45 a 60 i un 15,7% 65 anys o més.
L'edat mediana era de 36 anys. Per cada 100 dones de 18 o més anys hi havia 87,8 homes.
La renda mediana per habitatge era de 43.125 $ i la renda mediana per família de 49.821 $. Els homes tenien una renda mediana de 35.114 $ mentre que les dones 24.931 $. La renda per capita de la població era de 19.069 $. Entorn del 2,6% de les famílies i el 3,9% de la població estaven per davall del llindar de pobresa.

## Poblacions més properes
El següent diagrama mostra les poblacions més properes.